# Nicola Ruffoni
Pour les articles homonymes, voir Ruffoni.
Nicola Ruffoni (né le 14 décembre 1990 à Brescia), est un coureur cycliste italien, passé professionnel en 2014. En mai 2017, il est licencié par son équipe en raison d'un contrôle positif.

## Biographie
Ruffoni participe au Tour d'Italie 2014. Il est hors délais lors de la onzième étape.
Au mois de juillet 2016 il prolonge le contrat qui le lie à son équipe.
En avril 2017, en préparation pour le Giro, il remporte au sprint deux étapes du Tour de Croatie. En mai, un jour avant le début du 100e Tour d'Italie, l'UCI annonce que Ruffoni et son coéquipier de l'équipe Bardiani-CSF Stefano Pirazzi, ont été contrôlés positifs à des « peptides libérateurs de l’hormone de croissance » lors d'un test hors compétition le mois précédent. Ils sont interdits de départ et provisoirement suspendus en attendant le contrôle de l'échantillon B. Ce dernier étant positif, il est licencié de son équipe. Le 14 décembre 2017, l'UCI annonce qu'il est suspendu 4 ans, soit jusqu'au 3 mai 2021,. Il fait appel devant le Tribunal arbitral du sport qui confirme la décision en novembre 2018.

## Palmarès et résultats

### Palmarès amateur
- 2009
  - Trofeo FPT Tapparo
  - Milan-Tortone
- 2010
  - Gran Premio San Gottardo
  - 3e de la Coppa San Geo
  - 3e de la Coppa Città di Melzo
  - 3e du Trophée Antonietto Rancilio
  - 3e du Trofeo Papà Cervi
- 2011
  - Gran Premio Osio Sotto
  - Circuito Casalnoceto
  - Coppa Comune di Livraga
  - Gran Premio Bianco di Custoza
  - 2e du Gran Premio Somma
  - 2e du Circuito Molinese
  - 2e du Trophée Lampre
- 2012
  - Giro delle Tre Province
  - Milan-Busseto
  - Coppa Romano Ballerini
  - Trofeo Parco del Delta del Po
  - Trophée Antonietto Rancilio
  - Circuito Salese
  - Gran Premio Ciclistico Arcade
  - Circuito Guazzorese
  - Medaglia d'Oro Fiera di Sommacampagna
  - 2e de la Coppa Città di Melzo
  - 2e du Circuito del Porto-Trofeo Arvedi
  - 2e du Gran Premio della Possenta
  - 2e du Trophée de la ville de Brescia
  - 2e du Gran Premio Fiera del Riso
  - 2e du Circuito Molinese
  - 3e du Trophée Giacomo Larghi
  - 3e du Trofeo Bruno e Carla Cadirola
  - 5e du championnat d'Europe sur route espoirs
- 2013
  -  Médaillé d'or de la course en ligne des Jeux méditerranéens
  - Coppa Città di Melzo
  - La Popolarissima
  - 1re et 2e étapes du Tour du Frioul-Vénétie julienne
  - Trofeo Lindo e Sano
  - Giro dei Tre Ponti
  - Gran Premio Osio Sotto
  - Gran Premio Bianco di Custoza
  - 2e du Trophée Antonietto Rancilio
  - 2e du Trophée Giacomo Larghi
  - 3e de Vicence-Bionde
  - 3e de l'Alta Padovana Tour
  - 3e du Trophée de la ville de Brescia
  - 3e de la Medaglia d'Oro Fiera di Sommacampagna

### Palmarès professionnel
- 2014
  - 3e étape du Tour du Poitou-Charentes
- 2016
  - 1re et 6e étapes du Tour d'Autriche
  - Grand Prix Bruno Beghelli
  - 2e de la Coppa Bernocchi
- 2017
  - 3e et 4e étapes du Tour de Croatie

### Résultats sur les grands tours

#### Tour d'Italie
3 participations 
- 2014 : hors délais (11e étape)
- 2015 : abandon (15e étape)
- 2016 : non-partant (13e étape)

### Classements mondiaux
| Année           | 2009 | 2010 | 2011 | 2012 | 2013 | 2014 | 2015 | 2016 |
| --------------- | ---- | ---- | ---- | ---- | ---- | ---- | ---- | ---- |
| UCI Asia Tour   |      |      |      |      |      | 226e |      |      |
| UCI Europe Tour | 619e | 833e | nc   | 251e | 335e | 159e | 317e | 85e  |